# ニコラ・ド・ガンズビュール
ニコラ・ルイ・アレクサンドル・ド・ガンズビュール（Nicolas Louis Alexandre de Gunzburg, 1904年12月12日 - 1981年2月20日）は、フランス出身の貴族（のち米国に移住）。
運動選手、俳優、プロデューサーとして一世を風靡し、また「ヴォーグ」「ハーパース・バザー」など一流ファッション誌の編集者としてトップデザイナーたちに多大な影響を与えた。カルヴァン・クライン、ビル・ブラース、オスカル・デ・ラ・レンタの3人から先達と呼ばれている。

## 生涯
帝政ロシアの富裕なポルトガルユダヤ系銀行家一族であるギンヅブルク家の息子を父として、ポーランド系ブラジル人を母としてパリに生まれる。彼のエキゾチックな美貌は、母親譲りと思われる。父方の祖父はゴラツィー・ギンヅブルク男爵。彼の一族は、20世紀初頭の10年間、ディアギレフとバレエ・リュスのパトロンだった。本来の綴りのGünzburgからウムラウトを除き、フランス語の貴族の称号である「de」を付け加えたのが彼だったのか、それとも一族の別の者だったのかどうかは明らかでない。
主に英国で育ち、少年時代にフランスへ帰国。1917年、彼が13歳の時にボリシェヴィキ革命が勃発。これによってギンヅブルク家の者がロシアに帰ることは不可能になった。1920年代と1930年代は享楽家としてパリの上流階級に名を馳せた。金を湯水のように使い、建築家と芸術家にデザインさせた豪奢なセットを用いて大々的なパーティを繰り広げた。彼が主宰する仮面舞踏会は、戦前のパリで、数年にもわたる語り草となった。
1931年、デンマークの映画監督カール・ドライヤーと出会ったことがきっかけでサイレント映画に出演。この映画は「吸血鬼」という題名で1932年に公開された。レ・ファニュの怪奇小説「カーミラ」に基づく作品で、ガンズビュールはジュリアン・ウェストという芸名で、デイヴィッド・グレイの役を演じている。
父が亡くなると、彼には少額の遺産と男爵の称号しか残されていなかった。そこで彼は最後に盛大なパーティを開いてフランスを去り、後は米国に活路を開くことにした。
1934年に渡米すると、カリフォルニア州ハリウッドの芸術家のコロニーに居を定めた。ここで若き俳優エリック・ローズと知り合い、その後永らく伴侶とした。1936年11月10日、ニューヨークに移住し、以後はこの地で残りの生涯を過ごすこととなる。
それまでは正業に就かずに過ごしてきたが、1940年代の前半からコンデ・ナスト出版の「タウン・アンド・カントリー」誌で主筆として働き始め、ノエル・カワード、ローレン・バコール、ココ・シャネル、セシル・ビートンたちと交遊。1950年代から1960年代には「ヴォーグ」誌のシニアファッションエディターとして活躍。のちに「ハーパース・バザー」誌に移った。
晩年は、ニュージャージーのハイランド湖に小さな島を購入して瀟洒な別荘を建て、夏はそこで過ごした。
ニューヨーク病院で死去。76歳。別荘に程近いグレンウッド墓地に埋葬された。